# 东风7G型柴油机车
东风7G型柴油机车（DF7G）是中国铁路使用的柴油机车车型之一，主要用于大、中型编组站、大型工矿企业的编组及调车作业，也可用于干线小运转作业。东风7G型机车由中国南车集团四方机车车辆股份有限公司（四方厂）与中国北车集团北京二七机车厂（二七厂），分别在东风5型、东风7型调车机车基础上设计制造。此外，二七厂并在东风7G型机车基础上，开发了用于青藏铁路的高原型机车、二连浩特铁路口岸的口岸型机车，以及多种出口型机车。

## 发展历史

### 南车集团
2001年起，中国南车集团四方机车车辆股份有限公司根据中华人民共和国铁道部关于调车机车实现“通用化、系列化、模块化、标准化”的原则，在东风5（改）型机车的基础上开发研制了东风7G型机车。东风7G型机车的各系统技术方案包括车体结构和走行部等均与东风5（改）型机车基本相同，多项零部件能够互换通用。机车装用12V240ZJ型柴油机，装车功率为2000千瓦；装用JF208A型同步牵引发电机，ZQDR-410、ZD124或ZD109J型直流牵引电动机。辅助系统采用交流发电机驱动。机车控制系统采用日本OMRON可编程逻辑控制器（PLC），具有故障诊断、检测等功能。机车标称功率1,610千瓦，通过最小曲线半径138米。
首台东风7G型机车于2002年12月完成试制，并于2003年1月参与了由中国铁道部首次举办的新造机车质量展示会。东风7G型机车完成各项规定的试验后，四方机车车辆股份公司根据铁道部对新造机车的督查标准，和机车管路、线路工程化工作及“先涂装后组装”的生产工艺方式，对机车的施工图纸进行了整图。2003年下半年，四方机车车辆股份公司的东风7G型机车开始投入批量生产，并被列入中国铁道部定点招标采购的车型。截至2006年底，四方机车车辆股份公司累计生产了90台东风7G型机车（0001～0090），车身采用红色、白色相间的涂装。
2007年，中国南车集团根据总体发展规划要求整合集团旗下的内燃机车业务，将四方机车车辆股份公司的内燃机车产品，包括东风7G、东风5型等机车的技术图纸、生产装备、客户资源和售后服务进行整合，业务整体转移至南车戚墅堰机车有限公司。2008年起，戚墅堰公司开始继续生产东风7G型机车，截至2020年初累计生产了36台（0091～0126）。

### 北车集团
中国北车集团北京二七机车厂（后改制为北京二七轨道交通装备有限责任公司）鉴于东风7系列调车机车产品没有形成标准化，因此为了满足不同用户的选择和要求，相当于重新设计新的车型，造成生产成本增加、配件通用性差，也不利于运用部门的培训和维护工作。因此，根据铁道部关于调车机车实现“系列化、标准化、模块化、信息化”的要求，二七厂从2002年开始对东风7系列机车进行模块化设计，于2003年成功研制两种东风7系列模块化机车，分别为东风7C型模块化机车东风7G型模块化机车，其中前者主要供路外厂矿企业用户使用，而后者主要供国家铁路路内招标使用。二七厂的东风7G型机车装用12V240ZJ6F型柴油机，装车功率1840千瓦；装用JF208A型同步牵引发电机，ZD109J、ZD124或ZD109BG型直流牵引电动机，采用微机控制系统。辅助传动采用交流发电机驱动。机车标称功率1,500千瓦，通过最小曲线半径100米。机车外观工业造型由二七厂与北京交通大学合作设计，主要对车体顶盖、侧墙、扶手杆进行简化造型设计，车身涂装采用红、黄色的金属效果漆。
二七厂的东风7G型机车于2003年10月投入批量生产。2004年6月，中国铁道部第二次新造机车质量展示会在北京二七机车厂举行，二七厂的东风7G型机车被派出参展。2005年，北京二七机车厂为了争取地方厂矿企业的调车机车市场，研制了“2005款东风7G型模块化机车”，机车可以根据用户需要而装用12V240、16V240、12V280等型号的柴油机，选择配置电阻制动装置、交流辅助传动系统、各种功率等级的冷却装置和不同结构的转向架等选项。首台“2005款”机车（5121）于2005年8月交付平顶山煤业集团公司使用。

#### 高原型
随着青藏铁路二期工程（格尔木至拉萨段）于2001年6月正式全面开工建设，北京二七机车厂、永济电机厂、大连机车研究所也开始了青藏铁路高原调车柴油机车的技术研究。2005年2月，中国铁道部正式要求二七厂在东风7G型机车基础上，研制青藏铁路高原调车机车；同年4月底，机车技术方案通过铁道部评审，开始投入试制。2006年2月，3台东风7G高原型调车机车（8001～8003）陆续出厂，并配属青藏铁路公司西宁机务段格尔木运用车间投入运用，其中8001、8002号机车在拉萨西站担当调车作业，8003号机车在格尔木进行调车作业。
高原型机车适用于海拔2200～4600米编组站及工矿企业编组及调车作业，根据需要可适用于小运转作业。机车改为装用EQ16V240ZJB型柴油机，机车标称功率为1600千瓦（海拔高度3000～4600米）。为适应青藏高原地区自然条件，提高机车运用可靠性、安全性和免维护水平，并满足环境保护的要求，机车采取了柴油机高原功率修正，采用高原电机和电器，耐候钢钢结构车体和转向架构架，采用防紫外线玻璃、油漆，机车加强防寒保护，电器室正压通风，增加接地装置、司机室制氧装置以及集中排污等技术措施。

#### 口岸型
2006年，二七厂又为呼和浩特铁路局设计生产了4台东风7G口岸型调车机车（9001～9004），适用于轨距为1520毫米的宽轨铁路，并装用独联体国家标准的SA-3型自动车钩。机车配属集宁机务段赛汉塔拉分段，逐步替代原有的东风5型口岸型调车机车，担当二连浩特口岸的调车作业。

### 出口车型

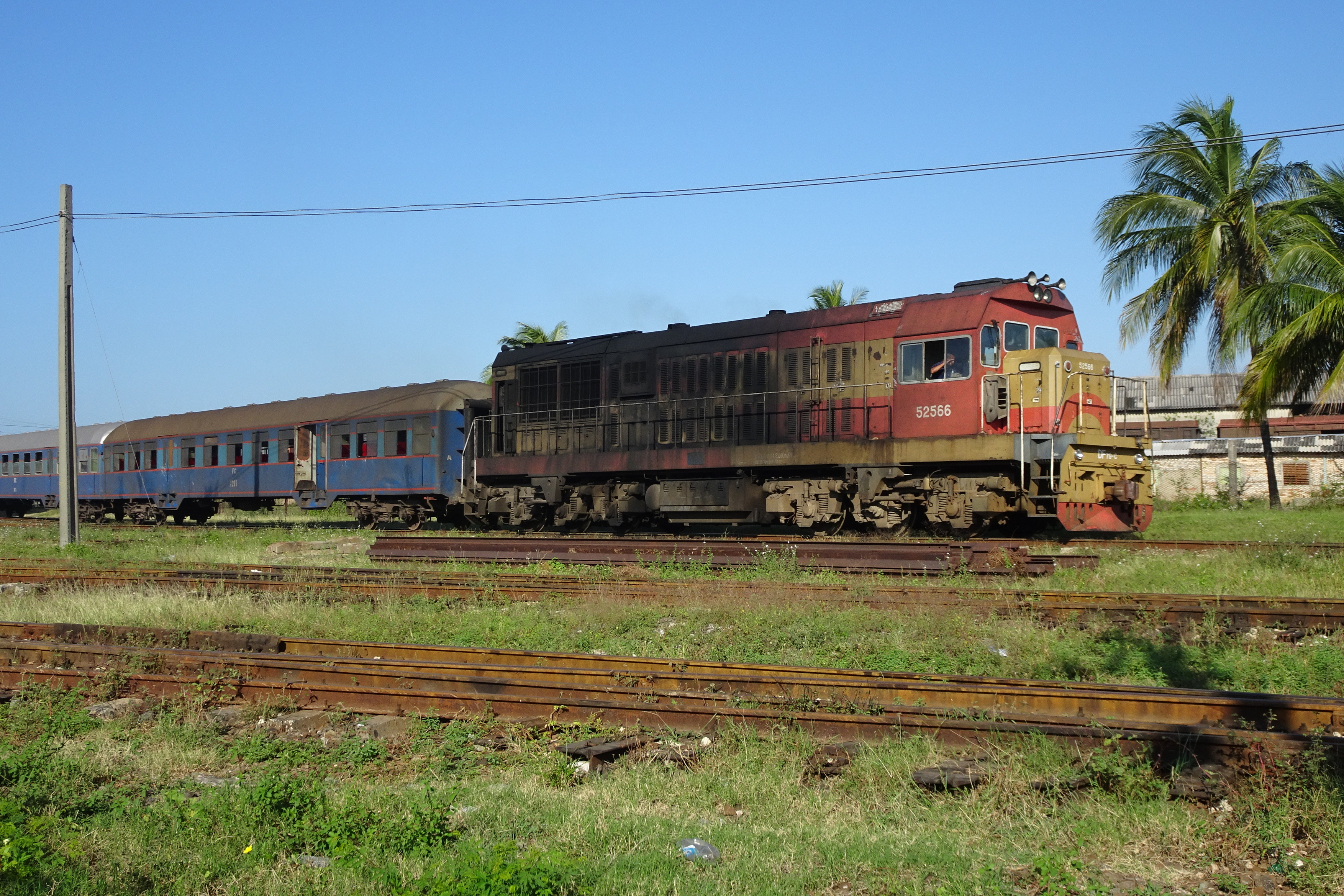
出口古巴的DF7G-C牵引机车

- DF7G-C：2004年10月至11月，古巴交通部第一副部长与技术代表团访问考察了中国北车集团北京二七机车厂，就采购柴油机车的技术问题进行讨论。2005年1月，古巴交通部与中国北车集团正式签订了出口古巴12台DF7G-C型干线机车的合同[6]。DF7G-C型机车为六轴干线客货运柴油机车，装用12V240ZJ6型柴油机、ZD109CG型牵引电动机、交流辅助传动系统、微机控制系统；机车标称功率为1840千瓦，最高运行速度为120公里/小时，轴重20.5吨。首批12台机车于2006年初运抵古巴，鉴于机车运行表现良好，古巴国家铁路分别于2007年、2009年两次增加订购各35台DF7G-C型机车，至2010年底全数82台机车已经交付完毕[7]。
- DF7G-MR208：2011年1月底，中国北车股份有限公司与蒙古国道路、交通、建筑和城市发展部签订了内燃机车、货车和集装箱正面吊销售合同，总价值1.95亿元人民币[8]。根据合同，北京二七轨道交通装备公司向蒙古国家铁路提供DF7G-MR208型调车机车，适用于1524毫米的宽轨铁路，车身上并绘有蒙古国家特色的祥云图案。这批机车将于2012年内交付蒙古。
- DF7G-E：2011年8月，北京二七轨道交通装备公司与爱沙尼亚铁路货运公司（AS EVR Cargo）在塔林签订了《中爱双方铁路调车机车供货合同》[9]，将向爱沙尼亚提供16台调车柴油机车，总值3020万欧元（1.79亿元人民币）。这批机车将于2013年内交付爱沙尼亚，计划用于替换前苏联时代制造的ChME3型柴油机车[10]。

## 技术特点

### 总体结构

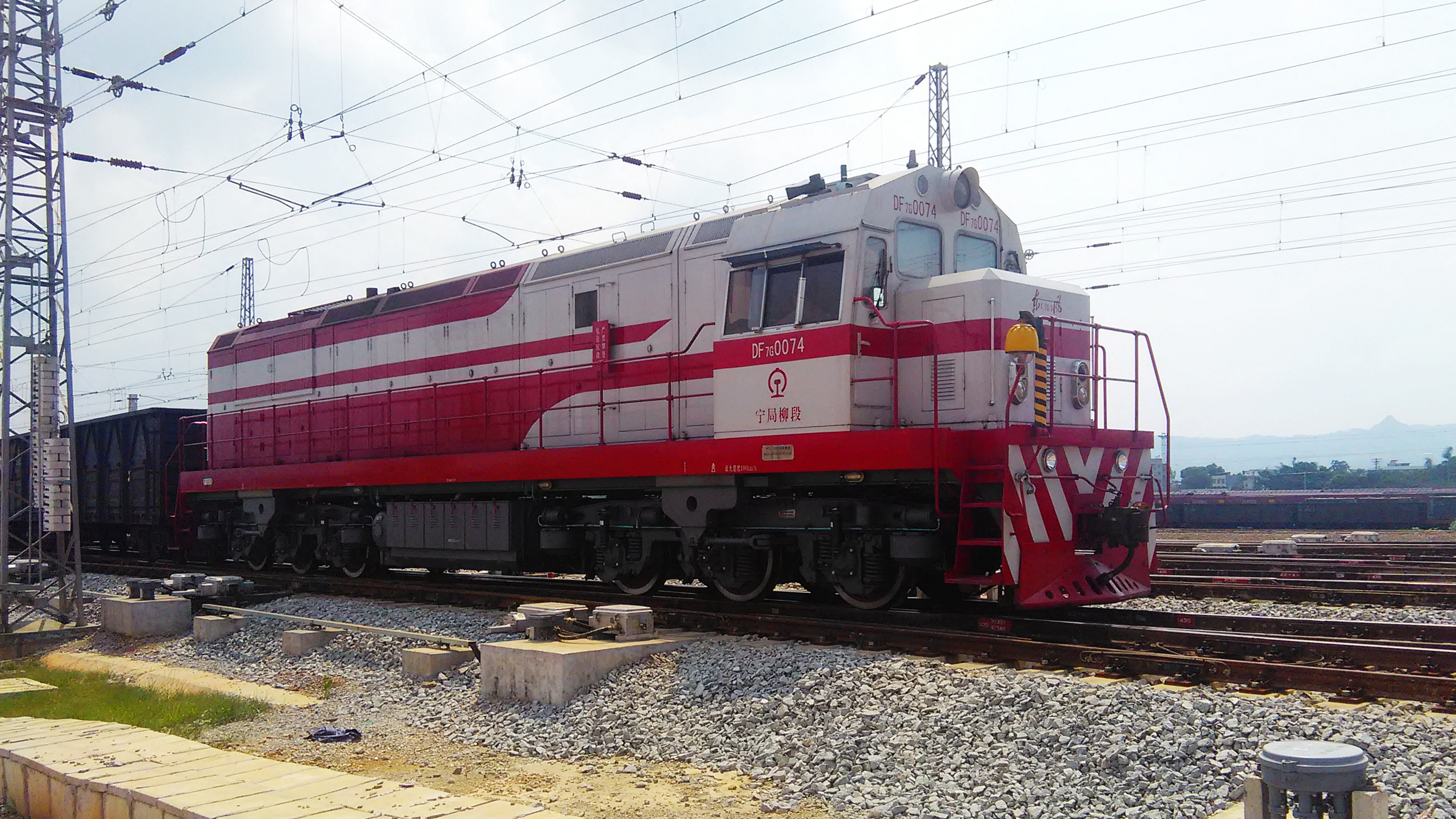
东风7G型0074号机车

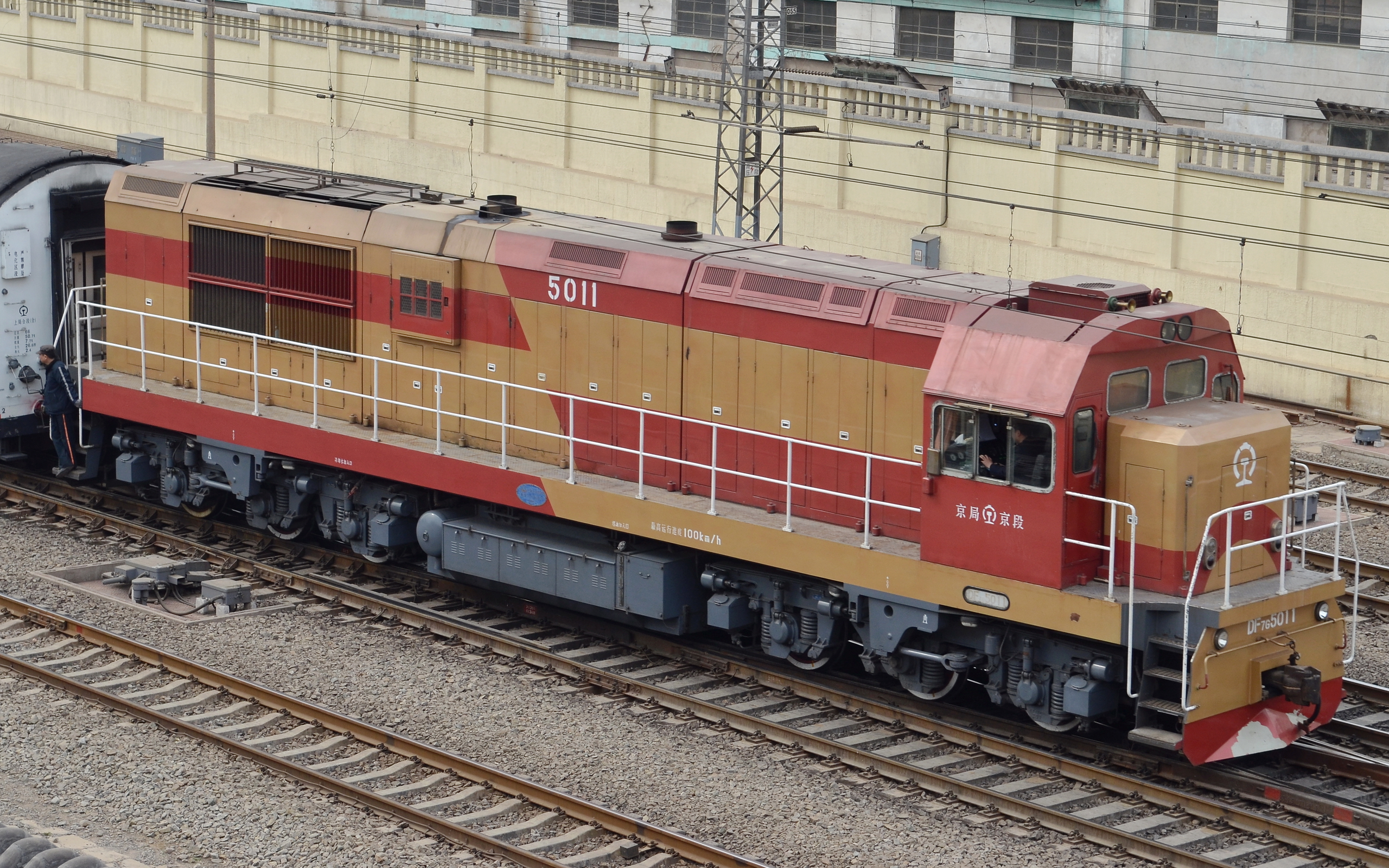
正进行调车作业的东风7G型5011号机车

根据调车机车作业特点，东风7G型机车采用外走廊结构的车架承载罩式车体，机车中部两侧及两端设有露天走台与扶梯。四方厂和二七厂制造的东风7G型机车均采用了模块化设计，两者结构和设备布局大致相同。四方厂的东风7G型机车车体从前到后依次为制动室、司机室、电气室、辅助室、动力室、冷却室，而二七厂东风7G型机车车体从前到后依次为制动室、司机室、电气室、动力室、冷却室、辅助室。各室与车架通过连接座与螺栓连接。规范化司机室设有两组结构相同的主、副操纵台，以便司机选择任意一个方向操纵机车。车底两台转向架之间设有燃油箱、总风缸和蓄电池箱。

### 柴油机
四方厂的东风7G型机车采用12V240ZJ型柴油机，是在东风4C型机车所采用的16V240ZJC型柴油机基础上研制开发的变形产品，属于240/275柴油机的系列产品之一，主要零部件能够和同系列柴油机互换通用。该型柴油机为12气缸、四冲程、废气涡轮增压的V型中速柴油机，气缸直径为240毫米，活塞行程为275毫米，装用两台VTC214型脉冲增压器，采用球墨铸铁整体铸造机体，UIC标定功率为2200千瓦，装车运用功率为2000千瓦。
二七的东风7G型机车采用12V240ZJ6F型柴油机，是在12V240ZJ6D型柴油机基础上进行强化的改进型，同样属于240/275柴油机的系列产品之一，主要零部件能够和同系列柴油机互换通用。该型柴油机为12气缸、四冲程、废气涡轮增压的V型中速柴油机，气缸直径为240毫米，活塞行程为275毫米，标定功率为2000千瓦，装车运用功率为1840千瓦。而高原型机车改为装用功率更大的EQ16V240ZJB型柴油机，为16气缸、四冲程、废气涡轮增压的V型中速柴油机，标定功率为2940千瓦，装车运用功率为2000千瓦（海拔高度3000～4600米）。

### 传动系统
东风7G型机车的主传动系统采用交—直流电传动方式，柴油机通过弹性联轴节直接驱动一台JF208A型三相交流无刷励磁同步发电机，通过硅整流装置把牵引发电机发出的三相交流电整流为直流电，再将电能输送给两台转向架上的各三台并联的直流串励牵引电动机，通过传动齿轮驱动车轮。两家工厂的东风7G型机车均有多种牵引电动机可供选用，四方厂机车可选用ZQDR-410、ZD124或ZD109J型，二七厂机车可选用ZD109J、ZD124或ZD109BG型牵引电机。机车辅助传动系统采用交流传动，每台机车设一台辅助交流发电机，向冷却风扇电机、通风机电机等辅助机械供电。

### 转向架
机车走行部为两台三轴转向架，轴式Co-Co，其结构与东风5型、东风7型系列调车机车转向架基本相同。轴箱采用弹性拉杆定位，一系悬挂为轴箱螺旋圆弹簧配橡胶垫，二系悬挂为橡胶堆旁承，采用无心盘无导框的四杆机构牵引装置。每台转向架装用三台牵引电动机，牵引电机为滑动（或滚动）抱轴承式半悬挂方式。基础制动方式为单侧铸铁闸瓦制动、手制动停车制动。

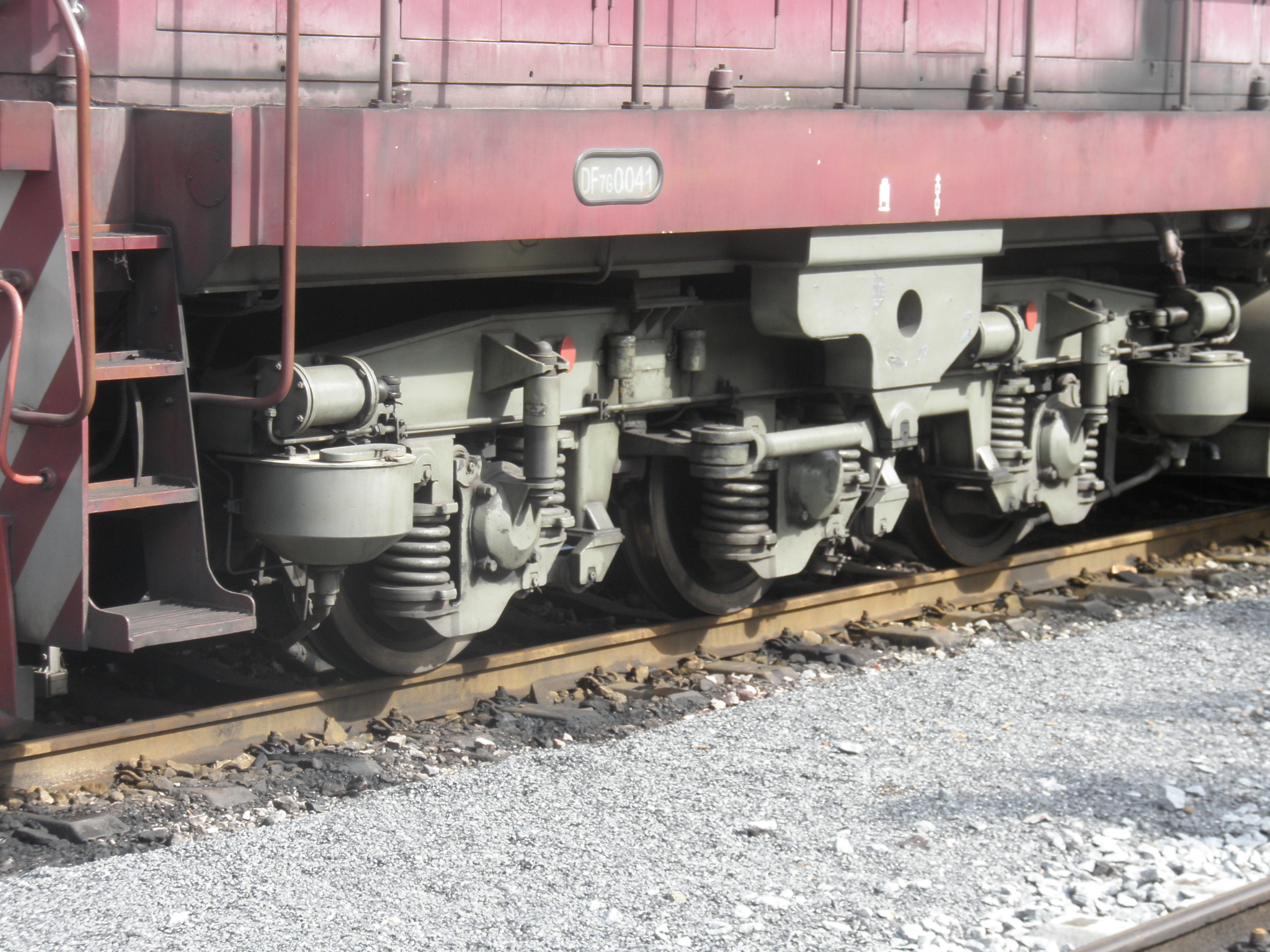
转向架
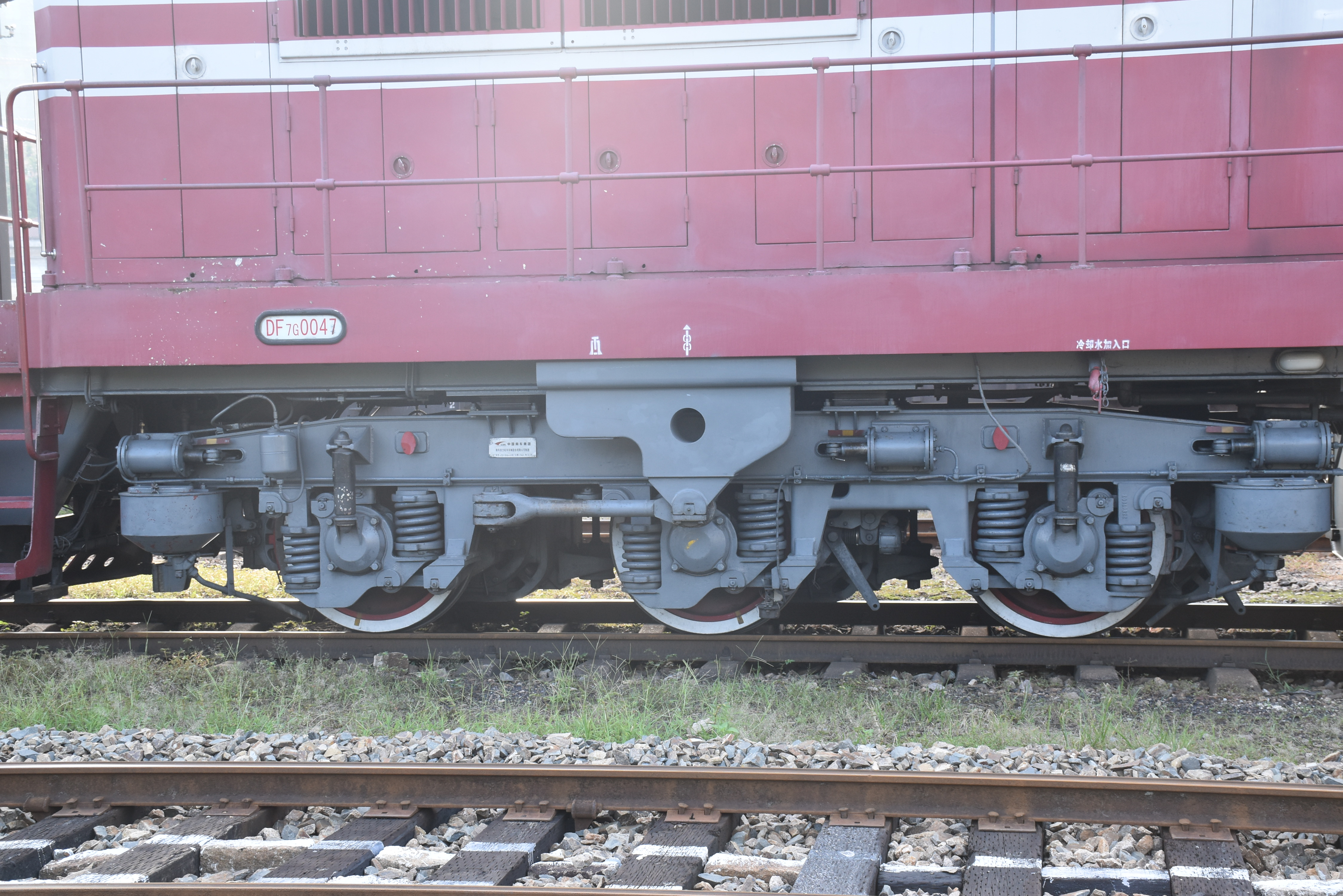
转向架

### 技术数据
|                        | 普通型                              | 普通型                 | 高原型                                            | 口岸型               |
| ---------------------- | ----------------------------------- | ---------------------- | ------------------------------------------------- | -------------------- |
| 车号                   | 0001～0126                          | 5001～5253             | 8001～8003                                        | 9001～9004           |
| 制造厂                 | 南车青岛四方机车车辆 南车戚墅堰机车 | 北京二七轨道交通装备   | 北京二七轨道交通装备                              | 北京二七轨道交通装备 |
| 数量（台）             | 126                                 | 253                    | 3                                                 | 4                    |
| 生产年份               | 2002年—                             | 2003年—                | 2006年                                            | 2006年               |
| 轴式                   | Co-Co                               | Co-Co                  | Co-Co                                             | Co-Co                |
| 柴油机                 | 12V240ZJ                            | 12V240ZJ6F             | EQ16V240ZJB                                       | 12V240ZJ6F           |
| 标定功率（千瓦）       | 2200                                | 2000                   | 2940                                              | 2000                 |
| 装车功率（千瓦）       | 2000                                | 1840                   | 2200（海拔2200～3000米） 2000（海拔3000～4600米） | 1840                 |
| 标称功率（千瓦）       | 1610                                | 1500                   | 1760（海拔2200～3000米） 1600（海拔3000～4600米） | 1500                 |
| 构造速度（公里/小时）  | 100                                 | 100                    | 100                                               | 100                  |
| 持续速度（公里/小时）  | 15.8                                | 15.8                   | 20.3（海拔2200～3000米） 18.1（海拔3000～4600米） | 15.8                 |
| 起动牵引力（千牛）     | 435                                 | 435                    | 438                                               | 435                  |
| 持续牵引力（千牛）     | 324                                 | 317                    | 295                                               | 317                  |
| 主发电机               | JF208A                              | JF208A                 | JF208E                                            | JF208A               |
| 牵引电动机             | ZQDR-410、ZD124、ZD109J             | ZD109J、ZD124、ZD109BG | ZD125B                                            | ZD109J               |
| 整备重量（吨）         | 138                                 | 138                    | 138                                               | 138                  |
| 轴重（吨）             | 23                                  | 23                     | 23                                                | 23                   |
| 通过最小曲线半径（米） | 138                                 | 100                    | 100                                               | 100                  |
| 转向架轴距（毫米）     | 2 × 1800                            | 2 × 1800               | 2 × 1800                                          | 2 × 1800             |
| 车体长度（毫米）       | 18,400                              | 18,980                 | 18,980                                            | 18,980               |
| 车体宽度（毫米）       | 3,285                               | 3,310                  | 3,310                                             | 3,310                |
| 车体高度（毫米）       | 4,648                               | 4,763                  | 4,763                                             | 4,763                |
| 燃油储备量（升）       | 6,500                               | 6,000                  | 6,000                                             | 6,000                |

## 机车命名
| 机车编号  | 名称       | 配属                 | 备注   |
| --------- | ---------- | -------------------- | ------ |
| DF7G-5035 | 工人先锋号 | 北京铁路局北京机务段 | 已摘牌 |
| DF7G-5104 | 先锋号     | 成都铁路局贵阳机务段 |        |
| DF7G-5253 | 党员示范车 | 南京钢铁联合有限公司 |        |

## 车辆保存
- 东风7G型5090号机车，现存放于沈阳铁路陈列馆。

## 参看
- 东风5型柴油机车
- 东风7型柴油机车
- 东风7C型柴油机车

## 外部連結
- （简体中文）中国南车股份有限公司：东风7G型内燃机车
- （简体中文）北京二七轨道交通装备有限公司：DF7G型模块化内燃机车
- （简体中文）北京二七轨道交通装备有限公司：DF7G-C型内燃机车(出口古巴)